# NGC 256
NGC 256 est un amas ouvert dans le Petit Nuage de Magellan (PNM) situé dans la constellation du Toucan. NGC 256 a été découvert par l'astronome britannique John Herschel en 1834.
NGC 256 est à peu près à la même distance de nous que le PNM, soit 199 000 années-lumière.